# 永田絃次郎
永田 絃次郎（ながた げんじろう、1909年〈隆熙3年〉9月7日 - 1985年〈昭和60年〉8月17日）は、大韓帝国（現在の北朝鮮平安南道）出身のテナー歌手。本名は金 永吉。

## 経歴
1929年、20歳で日本本土に渡り、陸軍戸山学校軍楽隊でトランペットを専攻。1933年（昭和8年）5月の第二回音楽コンクールの声楽の部で次席、1934年（昭和9年）11月の第三回音楽コンクールの声楽の部で第二位、昭和10年11月の第四回音楽コンクールの声楽の部で第二位。
レコード分野での足跡は昭和9年に日本ポリドール株式会社の「ポリドール・レコード」と「キングレコード」、そして朝鮮半島用の「ポリドール」の3銘柄で始まり、同年3月上旬（前後の推定から5日）に金楽手の名義で録音した「国華日の歌」が最初で、「ポリドールレコード」4月新譜追加として三月下旬にレコード番号2055-ABとして発売された。同年中は伊達清、伊達清史、小杉俊夫の名義での録音があり、朝鮮半島用の「ポリドール」では本名で録音している。
永田絃次郎の名義の最初のレコードは、「キングレコード」1935年（昭和10年）1月新譜の「日本行進曲」（レコード番号K421-A）である。「キングレコード」がレコードの録音・製造・販売を自社製造後は同社の専属歌手として活躍し、1937年（昭和12年）「朝」、1938年（昭和13年）「愛国行進曲」、1939年（昭和14年）「愛馬進軍歌」「出征兵士を送る歌」が大ヒット。その後もキングの看板歌手として「紀元二千六百年」「大政翼賛の歌」「海行く日本」などを吹き込む。同じくキングから発売した「荒城の月」も好評であった。
戦時中の最終発売作品は「富士音盤」昭和20年1月新譜の「少年戦車兵」（レコード番号と-546-A）で、最終録音作品は1945年（昭和20年）3月2日の「必勝歌」で未発売。音楽年鑑の記載から荒川区三河島、中野区宮園通、中野区江古田の居住が確認されている。
戦後、朝鮮戦争で母親を失う。1960年（昭和35年）1月31日、第6次船で祖国の北朝鮮に戻る。KBSの専門委員であった呉基完によると平壌から朝鮮総連に帰還の指令工作によるもの。入港先の清津の埠頭では崔承喜などの芸術家が出迎えた。その後朝鮮労働党の幹部の前で西側の資本主義国家であるイタリアの歌曲「オー・ソレ・ミオ」を歌い、ブルジョワとして批判され、不自由な生活を強いられる。党から体制を称える「革命歌謡」の練習をさせられることに不満を持っていた。党から平壌に高級住宅とソ連製の車（ヴォルガ）が永田に提供された。金日成との面会で永田は妻と子供の日本に帰国させるため、性格の不一致を理由に離婚を直訴したが拒否された。その後、近年に至るまで詳細な消息は未詳であり、家族を日本へ送り返そうなどとしたことから一家全員処刑された、或いは炭坑や収容所で亡くなったなどの説が脱北者の証言などによって囁かれていた。
しかし永田の関係者によると、その後は地位を回復し、1985年に75歳で病没するまで後進の育成に尽力していたという。また日本人妻との間の子どもは現在北朝鮮内の大学で音楽を教えているという。
2009年、北朝鮮に渡る直前に残した写真と色紙が新潟市内で発見された。
2010年3月19日にキングレコードから「甦る幻の名テナー永田絃次郎（金永吉）」として21曲入りCDが復刻された。
死後は、韓国において親日反民族行為者に認定された。